# کپلر-۷۰
کپلر-۷۰ (انگلیسی: Kepler-70) که با نام‌های KIC 5807616 و KOI-55 نیز شناخته می‌شود، ستاره‌ای است که در فاصله ۳۶۰۰ سال نوری (۱۱۰۰ پارسک) از منظومهٔ ما در صورت فلکی ماکیان قرار دارد و قدر ظاهری آن ۱۴٫۸۷ است.
این ستاره بسیار کمرنگ است که با چشم غیر مسلح دیده نمی‌شود. مشاهده آن به تلسکوپی با دیافراگم ۴۰ سانتی‌متر (۲۰ اینچ) یا بیشتر نیاز دارد. کپلر-۷۰ یک ستاره زیرکوتوله B حدود ۱۸٫۴ میلیون سال پیش از مرحله غول سرخ عبور کرد. در حالت امروزی خود، هلیوم را در هسته خود ذوب می‌کند. هنگامی که هلیوم آن تمام شود، منقبض می‌شود و یک کوتوله سفید را تشکیل می‌دهد. شعاع نسبتاً کوچکی در حدود ۰٫۲ برابر شعاع خورشید دارد. کوتوله‌های سفید به‌طور کلی بسیار کوچکتر هستند.
این ستاره گمان می‌رفت میزبان یک منظومه سیاره‌ای با دو سیاره باشد، اگرچه تحقیقات بعدی نشان می‌دهد که در واقع اینطور نیست.
قدر ظاهری این ستاره یا میزان روشنایی آن از منظر زمین ۱۴٫۸۷ است؛ بنابراین کپلر-۷۰ آنقدر کم نور است که با چشم غیر مسلح دیده نمی‌شود.